# Аділе Султан
Аділе Султан (23 травня 1826, Стамбул, Османська імперія — 12 лютого 1899, Стамбул, Османська імперія) — турецька поетеса, дочка османського султана Махмуда II і Зернігар Кадин-ефенді.

## Життєпис
Народилася в Стамбулі. Вона втратила матір у віці 6 років. Її виховала Хаджіє Пертевпіяле Невфідан Кадин-ефенді.
Отримала гарну освіту, з дитинства цікавилася мистецтвом.
У 1845 стала дружиною Мехмеда Алі-паші, який служив великим візиром під час правління брата Аділе Абдул Меджида. У пари народилося троє дітей, які незабаром померли. У 1868 чоловік Аділе помер, незабаром померла і їхня дочка Хайр Ханим-султан. Після цього султанша присвятила себе добродійності та мистецтву.
Померла в Стамбулі в 1899.